# Ágios Geórgios (ort i Grekland, Mellersta Makedonien, Nomós Imathías)
Ágios Geórgios är en ort i Grekland.   Den ligger i prefekturen Nomós Imathías och regionen Mellersta Makedonien, i den norra delen av landet, 300 km norr om huvudstaden Aten. Ágios Geórgios ligger 50 meter över havet och antalet invånare är 1 767.
Terrängen runt Ágios Geórgios är platt åt nordost, men åt sydväst är den kuperad. Runt Ágios Geórgios är det ganska tätbefolkat, med 129 invånare per kvadratkilometer. Närmaste större samhälle är Véroia, 8,7 km söder om Ágios Geórgios. Trakten runt Ágios Geórgios består till största delen av jordbruksmark.